# توماس آلسوپ
توماس آلسوپ (انگلیسی: Thomas Allsopp; ۱۸ دسامبر ۱۸۸۰ – ۷ مارس ۱۹۱۹) بازیکن کریکت، و بازیکن فوتبال اهل پادشاهی متحد بریتانیای کبیر و ایرلند بود.
از باشگاه‌هایی که در آن بازی کرده‌است می‌توان به باشگاه فوتبال برایتون اند هوو آلبیون، باشگاه فوتبال نوریچ سیتی، باشگاه فوتبال لوتون تاون، و باشگاه فوتبال لستر سیتی اشاره کرد.